# Elisha Cook
Elisha Gregory Cook junior (* 26. Dezember 1903 in San Francisco, Kalifornien; † 18. Mai 1995 in Big Pine, Kalifornien) war ein US-amerikanischer Schauspieler. Bekannt wurde er durch die häufige Verkörperung von feigen oder neurotischen Ganoven in zahlreichen Gangsterfilmen und Film noirs.

## Leben
Cook wuchs als Sohn des Theaterautoren und -regisseurs Elisha Gregory Cook Sr. (1868–1922) in Chicago auf. In Abgrenzung zu seinem Vater verwendete Elisha Cook später als Schauspieler oft den Namenszusatz Elisha Cook, Jr. Sein Bühnendebüt gab er im Alter von 14 Jahren und er wirkte unter anderem an Vaudeville-Shows mit. Auch war er einige Zeit Mitglied reisender Theaterensembles im Mittleren Westen und Osten der Vereinigten Staaten. Für den Januar 1926 ist ein erstes Engagement am Broadway in New York nachgewiesen, wo er bis 1963 an mehr als einem Dutzend Produktionen mitwirken sollte. Zu einem seiner größten Bühnenerfolge zählte seine Hauptrolle in der Uraufführung von Eugene O’Neills Theaterstück Ah, Wilderness! im Jahr 1933, für die er von O’Neill persönlich ausgewählt wurde.
Bereits 1928 war seine Darstellung in dem Stück Her Unborn Child von den Kritikern hochgelobt worden. In dessen Verfilmung aus dem Jahr 1930 gab er sein Filmdebüt, drehte danach aber für einige Jahre keine weiteren Filme zugunsten seiner Bühnenkarriere. 1936 unterzeichnete Cook einen Vertrag mit der Filmproduktionsgesellschaft Paramount Pictures, später wechselte er zu Warner Brothers. Verkörperte er in einigen seiner ersten Filme noch intellektuelle Bücherwürmer und nette Typen, wurde er später fast immer als Helferling des Schurken, Verräter, Duckmäuser oder Zu-kurz-Gekommener Typ besetzt. Prägend für dieses Image wurde insbesondere seine Darstellung des babygesichtigen, unfähigen Killers Wilmer Cook in dem Filmklassiker Die Spur des Falken (1941), wo seine Figur von Humphrey Bogarts Privatdetektiv „Sam Spade“ immer wieder Sticheleien zu ertragen hat.
Im Film noir der 1940er- und 1950er-Jahre arbeitete der schmächtige, wieselgesichtige Charakterdarsteller mit einigen der namhaftesten Regisseure seiner Zeit wie John Huston, Howard Hawks und Robert Siodmak zusammen. Im Jahr 1942 unterbrach Cook seine Karriere für zwei Jahre und ging zum Militär. Nach seiner Rückkehr folgten Rollen in weiteren Noir-Kriminalfilmen wie Zeuge gesucht (1944; als tödlich endender Jazz-Schlagzeuger mit Schlagzeugsolo im Film), Tote schlafen fest (1946; in einer positiven, aber nicht minder tragischen und mit dem Vergiftungstod endenden Rolle als „Jones“) oder Die Rechnung ging nicht auf (1956; als an einem Raub beteiligter Kassierer, der unter seiner despotischen Frau leiden muss). In sehr vielen Filmen erlitten Cooks Figuren am Ende einen gewaltsamen Tod, nur in seltensten Fällen stellten sich seine Figuren als die eigentlichen Hauptschurken heraus.
Daneben stehen einige Western in Cooks Filmografie, darunter ein Auftritt im Genreklassiker Mein großer Freund Shane (1953) mit einer grandiosen Sterbeszene. Cooks Filmkarriere dauerte bis in die 1980er Jahre an, unter anderem mit Auftritten in den Horrorfilmklassikern Das Haus auf dem Geisterhügel (1959) und Rosemaries Baby (1968). 1975 wiederholte er seine Rolle als Wilmer Cook in einem misslungenen Sequel von Die Spur des Falken. Daneben war Cook seit den 1950er-Jahren als Gaststar in Fernsehserien wie Die Unbestechlichen, Tausend Meilen Staub, Perry Mason, Raumschiff Enterprise, Das A-Team und Alf zu sehen. Ab 1981 wirkte er wiederkehrend an der Krimiserie Magnum mit, in der er den ehemaligen Gangsterkönig „Ice Pick“ interpretierte, der Hawaii als seinen Ruhesitz erwählt hat. Ende der 1980er-Jahre beendete er nach rund 220 Film- und Fernsehproduktionen seine Karriere.
Cook lebte privat sehr zurückgezogen in einer kalifornischen Berghütte und erhielt seine Angebote per Kurier zugesandt. Er war zweimal verheiratet: Von seiner ersten Frau, der Schauspielerin Mary Lou Cook, ließ er sich 1942 scheiden und heiratete Elvira „Peggy“ McKenna. Im Jahr 1968 ließen sich Cook und McKenna scheiden, heirateten allerdings drei Jahre später ein zweites Mal und blieben bis zu ihrem Tod (1990) verheiratet. Elisha Cook verstarb 1995 im Alter von 91 Jahren an einem Schlaganfall.

## Filmografie (Auswahl)
- 1930: Her Unborn Child
- 1936: Der springende Punkt (Pigskin Parade)
- 1937: Der Liebesreporter (Love Is News)
- 1937: Danger – Love at Work
- 1938: Submarine Patrol
- 1940: Stranger on the Third Floor
- 1940: Tin Pan Alley
- 1941: Sergeant York
- 1941: Die Spur des Falken (The Maltese Falcon)
- 1941: I Wake Up Screaming
- 1941: In der Hölle ist der Teufel los! (Hellzapoppin’)
- 1941: Die merkwürdige Zähmung der Gangsterbraut Sugarpuss (Ball of Fire)
- 1942: Dick und Doof als Geheimagenten beim FBI (A-Haunting We Will Go)
- 1943: Baptism of Fire (Kurzfilm)
- 1944: Zeuge gesucht (Phantom Lady)
- 1944: Up in Arms
- 1944: Dark Waters
- 1945: Jagd auf Dillinger (Dillinger)
- 1945: Why Girls Leave Home
- 1946: Skandal im Sportpalast (Joe Palooka, Champ)
- 1946: Tote schlafen fest (The Big Sleep)
- 1947: Born to Kill
- 1947: Die lange Nacht (The Long Night)
- 1949: Blondes Gift (Flaxy Martin)
- 1949: Der große Gatsby (The Great Gatsby)
- 1951: Gangster unter sich (Behave Yourself!)
- 1952: Versuchung auf 809 (Don’t Bother to Knock)
- 1953: Mein großer Freund Shane (Shane)
- 1953: Der Richter bin ich (I, the Jury)
- 1953: Donnernde Hufe (Thunder Over the Plains)
- 1954: Der einsame Adler (Drum Beat)
- 1955: Der Rächer vom Silbersee (Timberjack)
- 1955: Das Komplott (Trial)
- 1955: Alfred Hitchcock präsentiert (Alfred Hitchcock Presents, Fernsehserie, Folge 1x06)
- 1955: Zwischen zwei Feuern (The Indian Fighter)
- 1956: Die Rechnung ging nicht auf (The Killing)
- 1956: Schach dem Mörder (Accused of Murder)
- 1957: Voodoo Island
- 1957: Der Einsame (The Lonely Man)
- 1957: Chicago vertraulich (Chicago Confidential)
- 1957: Großalarm bei FBI (Plunder Road)
- 1957: So enden sie alle (Baby Face Nelson)
- 1958/1964: Perry Mason (Fernsehserie, 2 Folgen)
- 1958–1965: Rauchende Colts (Gunsmoke, Fernsehserie, 4 Folgen)
- 1959: Das Haus auf dem Geisterhügel (House on Haunted Hill)
- 1959: Tag der Gesetzlosen (Day of the Outlaw)
- 1959–1964: Tausend Meilen Staub (Rawhide, Fernsehserie, 3 Folgen)
- 1960: Peter Gunn (Fernsehserie, Folge 2x24)
- 1960: Insel der Sadisten (Platinum High School)
- 1961: Der Besessene (One-Eyed Jacks)
- 1961: Am Fuß der blauen Berge (Laramie, Fernsehserie, Folge 2x28)
- 1961: 77 Sunset Strip (Fernsehserie, Folge 4x04)
- 1962: Die Unbestechlichen (The Untouchables, Fernsehserie, Folge 4x06)
- 1963: Papa’s Delicate Condition
- 1963: Die Folterkammer des Hexenjägers (The Haunted Palace)
- 1963: Die Rache des Johnny Cool (Johnny Cool)
- 1963: Auf der Flucht (The Fugitive, Fernsehserie, Folge 1x02)
- 1964: Goldfieber (Blood on the Arrow)
- 1965/1966: Verrückter wilder Westen (The Wild Wild West, Fernsehserie, 2 Folgen)
- 1966: Solo für O.N.C.E.L. (The Man from U.N.C.L.E., Fernsehserie, 2 Folgen)
- 1966: Tennisschläger und Kanonen (I Spy, Fernsehserie, Folge 2x16)
- 1966/1970: Bonanza (Fernsehserie, 2 Folgen)
- 1967: Raumschiff Enterprise (Star Trek, Fernsehserie, Folge 1x20 Kirk unter Anklage)
- 1967: Batman (Fernsehserie, 2 Folgen)
- 1967: Mordbrenner von Arkansas (Welcome to Hard Times)
- 1968: Rosemaries Baby (Rosemary’s Baby)
- 1969: Hochwürden dreht sein größtes Ding (The Great Bank Robbery)
- 1969: Der Geist und Mrs. Muir (The Ghost & Mrs. Muir, Fernsehserie, Folge 2x07)
- 1970: Jagd auf den Kinomörder (The Movie Murderer, Fernsehfilm)
- 1970: El Condor
- 1970: Flucht nach San Diego (Night Chase, Fernsehfilm)
- 1971: Ein Sheriff in New York (McCloud, Fernsehserie, Folge 2x01)
- 1972: Der große Minnesota-Überfall (The Great Northfield Minnesota Raid)
- 1972: Blacula
- 1973: Messias des Bösen (Messiah of Evil)
- 1973: Harley Davidson 344 (Electra Glide in Blue)
- 1973: Pat Garrett jagt Billy the Kid (Pat Garrett and Billy the Kid)
- 1973: Ein Zug für zwei Halunken (Emperor of the North Pole)
- 1973: Revolte in der Unterwelt (The Outfit)
- 1974: Das Phantom von Hollywood (The Phantom of Hollywood, Fernsehfilm)
- 1974: Mannix (Fernsehserie, Folge 8x05 Der Mann mit den Blüten)
- 1974: Der Chef (Ironside, Fernsehserie, Folge 8x10)
- 1974: Männerwirtschaft (The Odd Couple, Fernsehserie, Folge 5x10)
- 1975: Die knallharten Fünf (S.W.A.T., Fernsehserie, 2 Folgen)
- 1975: Winterhawk
- 1975: Starsky & Hutch (Fernsehserie, Folge 1x11 Qualen aus dem Weltall)
- 1975: Die Jagd nach dem Malteser Falken (The Black Bird)
- 1975–1977: Baretta (Fernsehserie, 3 Folgen)
- 1976: Der Tag der Abrechnung (St. Ives)
- 1977: Die Zwei mit dem Dreh (Switch, Fernsehserie, Folge 2x18)
- 1977: Mit der Nacht kommt der Tod (Dead of Night, Fernsehfilm)
- 1977: Die Sieben-Millionen-Dollar-Frau (The Bionic Woman, Fernsehserie, Folge 2x22)
- 1977: Quincy (Quincy, M.E., Fernsehserie, 2 Folgen)
- 1977: Mad Bull – Der Supercatcher (Mad Bull, Fernsehfilm)
- 1979: Der Champ (The Champ)
- 1979: Brennen muss Salem (Salem’s Lot, Miniserie, 2 Folgen)
- 1979: 1941 – Wo bitte geht’s nach Hollywood (1941)
- 1980: Ich, Tom Horn (Tom Horn)
- 1980: Jahrmarkt (Carny)
- 1981: Harrys ganz privater Krieg (Harry’s War)
- 1981–1988: Magnum (Magnum, P.I., Fernsehserie, 13 Folgen)
- 1982: National Lampoon’s Movie Madness
- 1982: Hammett
- 1983: B.T. Brady, Privatdetektivin (This Girl for Hire, Fernsehfilm)
- 1983/1986: Simon & Simon (Fernsehserie, 2 Folgen)
- 1984: Computer Kids (Whiz Kids, Fernsehserie, Folge 1x14)
- 1984: Engel auf Abwegen (It Came Upon the Midnight Clear, Fernsehfilm)
- 1985: Harrys wundersames Strafgericht (Night Court, Fernsehserie, Folge 2x19)
- 1985: Das A-Team (The A-Team, Fernsehserie, Folge 4x05 Mutter in Not)
- 1986: Ein Colt für alle Fälle (The Fall Guy, Fernsehserie, Folge 5x20)
- 1987: Escape – Die Flucht (The Man Who Broke 1,000 Chains, Fernsehfilm)
- 1988: Alf (Fernsehserie, Folge 2x16 Onkel Albert)

## Auszeichnungen
- 1981: Silver Medallion Award beim Telluride Film Festival für sein Lebenswerk als Charakterdarsteller, gemeinsam mit John Carradine, Margaret Hamilton, Woody Strode